# Josef Dvořák (agrární politik)
Josef Dvořák (25. srpna 1887 Volevčice – 7. dubna 1960 Jihlava) byl československý politik a meziválečný poslanec Národního shromáždění za Republikánskou stranu zemědělského a malorolnického lidu (agrárníky).

## Biografie
Vystudoval reálku v Telči a učitelský ústav v Brně. V roce 1912 nastoupil na českou školu do Vídně. Během první světové války byl nasazen na východní frontě, zajat a pak učil na české škole v Kyjevě. Roku 1918 vstoupil do Československých legií a s nimi absolvoval anabázi přes Sibiř, Vladivostok a zpět do Evropy. Po válce učil v Brně, od roku 1923 na dívčí měšťanskou školu v Telči, kde od roku 1933 působil jako ředitel. V rodných Volevčicích vlastnil rodinný statek a angažoval se v agrární straně. Roku 1933 byl zvolen do zemského zastupitelstva Moravskoslezské země.
Po parlamentních volbách v roce 1935 se stal poslancem Národního shromáždění. Poslanecké křeslo ovšem získal až dodatečně (v červnu 1936) poté, co zemřel poslanec František Staněk. Mandát si Dvořák oficiálně podržel do zrušení parlamentu roku 1939, přičemž v prosinci 1938 ještě přestoupil do poslaneckého klubu nově ustavené Strany národní jednoty.
Profesí byl rolníkem a ředitelem měšťanské školy ve Volevčicích.
Během druhé světové války byl dvakrát krátce vězněn. Po válce byl politicky stíhán komunisty.